# Hylesia tapareba
Hylesia tapareba är en fjärilsart som beskrevs av Kirby. Hylesia tapareba ingår i släktet Hylesia och familjen påfågelsspinnare. Inga underarter finns listade i Catalogue of Life.